# 树袋貂科
樹袋貂科（Acrobatidae），哺乳綱的一科，屬於袋鼠目。而樹袋貂科轄下的動物有樹頂袋貂屬（樹頂袋貂）、羽尾袋貂屬（羽尾袋貂）。